# Фуникулер
Фуникулѐрът (от френски: funiculaire; на латински: funiculus – връв, въже) е релсово транспортно средство с въжена тяга за превозване на хора и товари на неголямо разстояние, при голям наклон на трасето.
Фуникулерите са доста разпространени в Европа: в Париж, Барселона, Прага, Киев и други градове. Много често, изпълнявайки транспортното си предназначение, те се превръщат в атракция за туристите.

## Устройство и видове
Въжен фуникулер
Най-разпространена е схемата, при която се използват 2 вагона, съединени с въже, което се задвижва от двигател, разположен на горната станция. При тази схема двигателят се разполага не на вагона, а на специална по-високостояща станция. Двигателят задвижва въже, прехвърлено през него и разположено между опорните релси, в краищата на което са закрепени вагоните. При тази схема вагоните се разминават по средата на линията.
Характерни за фуникулера са късите трасета с много голям наклон, достигащ средно 70% (35°). Рекордьор в това отношение е разположеният недалеч от австралийския град Катумба фуникулер, чийто наклон достига 122% (50,7°). Наклонът на трасето обикновено е постоянен, но понякога варира на различни участъци. Обикновено фуникулерите имат само 2 станции (горна и долна). Вагоните се проектират за всяко трасе, в зависимост от наклона.
Фуникулер с воден баласт
Фуникулерът с воден баласт е принципно друга схема. Изобретателят на този вид е Никлаус Рихенбех (нареждан сред създателите на зъбчатата железница). В неговия фуникулер не се използва електрически двигател, а има 2 вагона с бакове, които се напълват с вода. Когато бакът в горния вагон се напълни с вода, а в долния вагон съответно се изпразни, се нарушава равновесието и фуникулерът се задвижва. Количеството вода се изчислява в зависимост от броя на пътниците и може да достигне до 80 л на пътник. Недостатъци на този тип са: бавното запълване с вода, големите количества течност, а също така и невъзможността да се използват през зимата, поради замръзване на водата и невъзможност да бъде източена от единия вагон. Действащи фуникулери с воден баласт:
- Elevador do Bom Jesus (Брага, Португалия, открит през 1882 г.)
- Nerobergbahn (Висбаден, Германия, открит през 1888 г.)
- Lynton-Lynmouth Cliff Railway (Девон, Великобритания, открит през 1890 г.)
- Funiculaire Neuveville-St.Pierre (Фрибур, Швейцария, открит през 1899 г.)

Подземен фуникулер
Кармелит в Хайфа и Тюнел в Истанбул са примери за фуникулери с подземно разположени станции. Поради наличието на междинни станции по трасето те често са наричани метро.

## Подобен транспорт
Зъбчата железница
Най-близко по устройство и употреба до фуникулера стои зъбчатата железница. Тя също се изгражда на терени с голяма разлика в надморска височина между станциите. Основното различие е, че при зъбчатата железница задвижващите функции се изпълняват не от въже, а от зъбни колела на подвижния състав и зъбна рейка, разположена по средата на линията (между релсите).
Въжен трамвай
Друго подобно превозно средство е въженият трамвай. Различия между фуникулера и въжения трамвай:
- Линиите на фуникулера обикновено са по-къси на разстояние и с по-силно изразен наклон, винаги само в една посока.
- Вагоните се проектират съобразно този наклон и имат постоянна ориентация, спрямо този наклон  – горна и долна.
- Линиите на фуникулера никога не образуват мрежи и не се пресичат една с друга.
- Движението на въжето, привеждащо вагона в действие, е реверсивно. Направлението му се променя всеки път, когато вагонът (или вагоните) достигнат края на линията.